# Une place sur la Terre
Pour plus de détails, voir Fiche technique et Distribution.
Une place sur la Terre est une comédie dramatique franco-belge réalisée par Fabienne Godet et sortie en 2013.

## Synopsis
À Bruxelles, Antoine, la quarantaine un peu usée, est photographe sur commande. Il mène sa vie entre la bouteille et des réparties ironiquement désabusées. Il s'occupe également de Matéo, le petit garçon d'une voisine qu'il garde, fait travailler et qu'il éduque avec sa façon de voir la vie. Les notes de l'étude Révolutionnaire de Chopin à travers la cour lui font remarquer une étudiante dans un appartement en face. Un soir de 31 décembre, alors qu'il la suit au bout de son objectif, il la perd avant de la retrouver sur le toit à esquisser quelques pas de danse et qu'elle se jette dans la cour. Antoine prévient les secours et l'accompagne à l'hôpital : Elena n'a finalement que quelques fractures. Il découvre une personnalité idéaliste et exigeante. Leurs fêlures les font se rapprocher. Elena, qui a repris sa thèse sur l'archéologie égyptienne sous-marine, est également éducatrice dans un centre pour délinquantes. Leur relation, platonique, va les aider à retrouver une confiance en eux et éclaircir leurs vies respectives. 
Quelques jours avant la soutenance de thèse d'Elena, Antoine décide de lui montrer les photos qu'il a prises d'elle. Mais le choc est trop violent et brise leur relation. Elena obtient les félicitations du jury et part pour une campagne de recherche en Égypte. Après quelques mois, un accident la fait rapatrier en France, plongée dans le coma. Antoine lui rend de fréquentes visites, mais elle décède. Antoine se convainc alors à faire exposer ses photos d'Elena dans une galerie d'art.

## Fiche technique
- Titre : Une place sur la Terre
- Réalisation : Fabienne Godet
- Scénario : Fabienne Godet, Claire Mercier et Franck Vassal
- Musique : François-Eudes Chanfrault
- Photographie : Crystel Fournier et Michael Ackerman
- Costumes : Élise Ancion
- Montage : Florent Mangeot
- Producteur : Bertrand Faivre et Sophie Quiédeville
  - Coproducteur : Jacques-Henri Bronckart et Olivier Bronckart
- Production : Le Bureau, France 2 Cinéma, Versus Production, Canal+ et Ciné+
- Distribution : ARP Sélection
- Pays d'origine :  France et  Belgique
- Durée : 100 minutes
- Genre : comédie dramatique
- Dates de sortie : 
  - France : 28 août 2013
  - Belgique : 4 septembre 2013

## Distribution
- Benoît Poelvoorde : Antoine
- Ariane Labed : Elena
- Max Baissette de Malglaive : Matéo
- Catherine Demaiffe : Maria, la mère de Matéo
- Marie-Armelle Deguy : Julia, l'employeuse d'Antoine
- Julie Moulier : Margot
- Stéphanie Colpe : Maddy
- Jacques Spiesser : monsieur Morin, père d'Elena
- Brigitte Sy : Loraine Morin
- Thomas Coumans : Romain Morin
- Vinciane Millereau : Judith Morin
- Patrick Gobert : le président du jury
- Marcos Adamantiadis : le policier (non crédité)

## Projet et réalisation
Sauf indication contraire ou complémentaire, les informations mentionnées dans cette section proviennent du générique de fin de l'œuvre audiovisuelle présentée ici.

### Photographies
Les photographies réalisées par le personnage d'Antoine sont du photographe américain Michael Ackerman.

### Musiques
- La musique originale est de François-Eudes Chanfrault.
- Musiques additionnelles :
  - Frédéric Chopin, Étude opus 10, n°12, La Révolutionnaire, sur lequel le film s'ouvre, joué au piano par le personnage d'Elena.
  - Franz Schubert
  - Philip Glass
  - Hakim Hamadouche "hacia el sur" (générique de fin)

### Lieux de tournage
- Bruxelles
- Jette
- Chassepierre
- Égypte